# Lymantria concolor
Lymantria concolor är en fjärilsart som beskrevs av Walker 1855. Lymantria concolor ingår i släktet Lymantria och familjen tofsspinnare. Inga underarter finns listade i Catalogue of Life.

## Bildgalleri

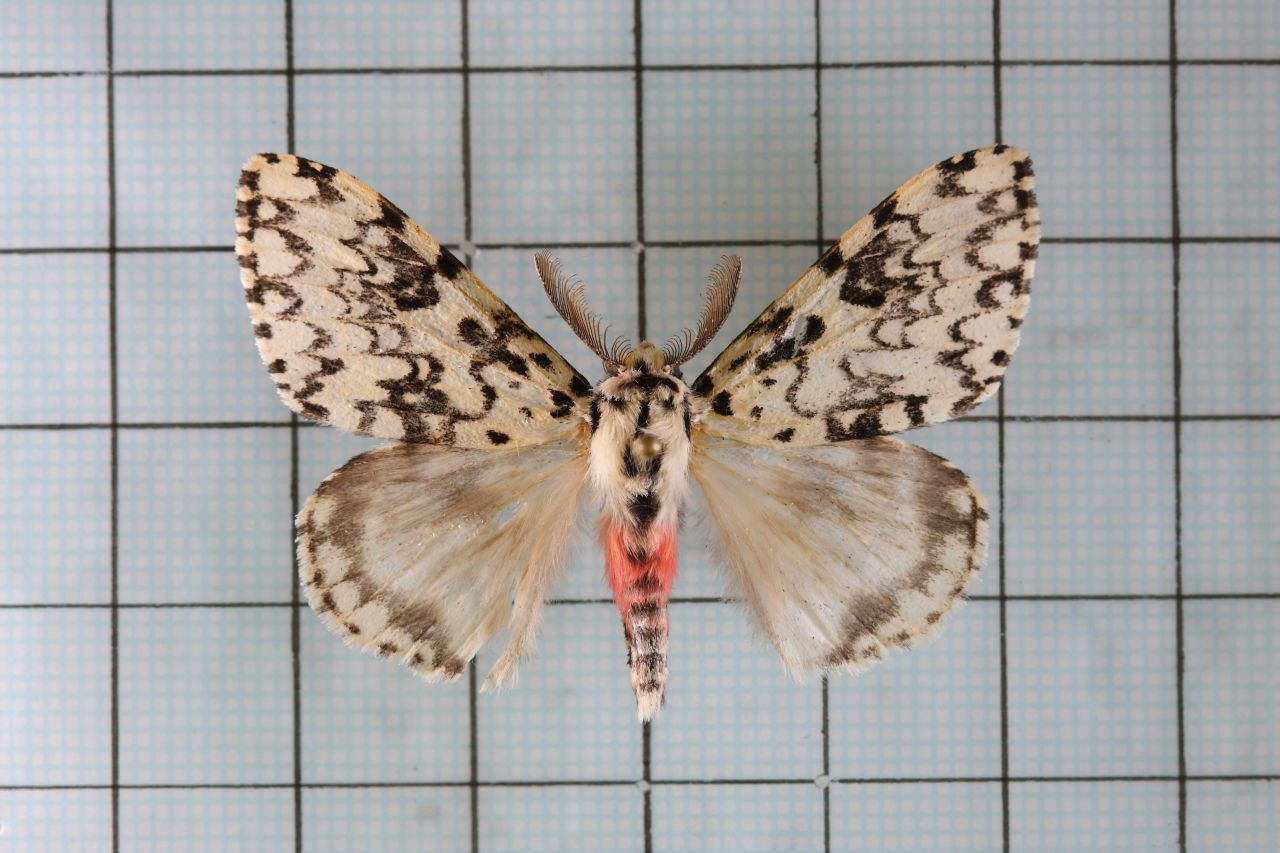
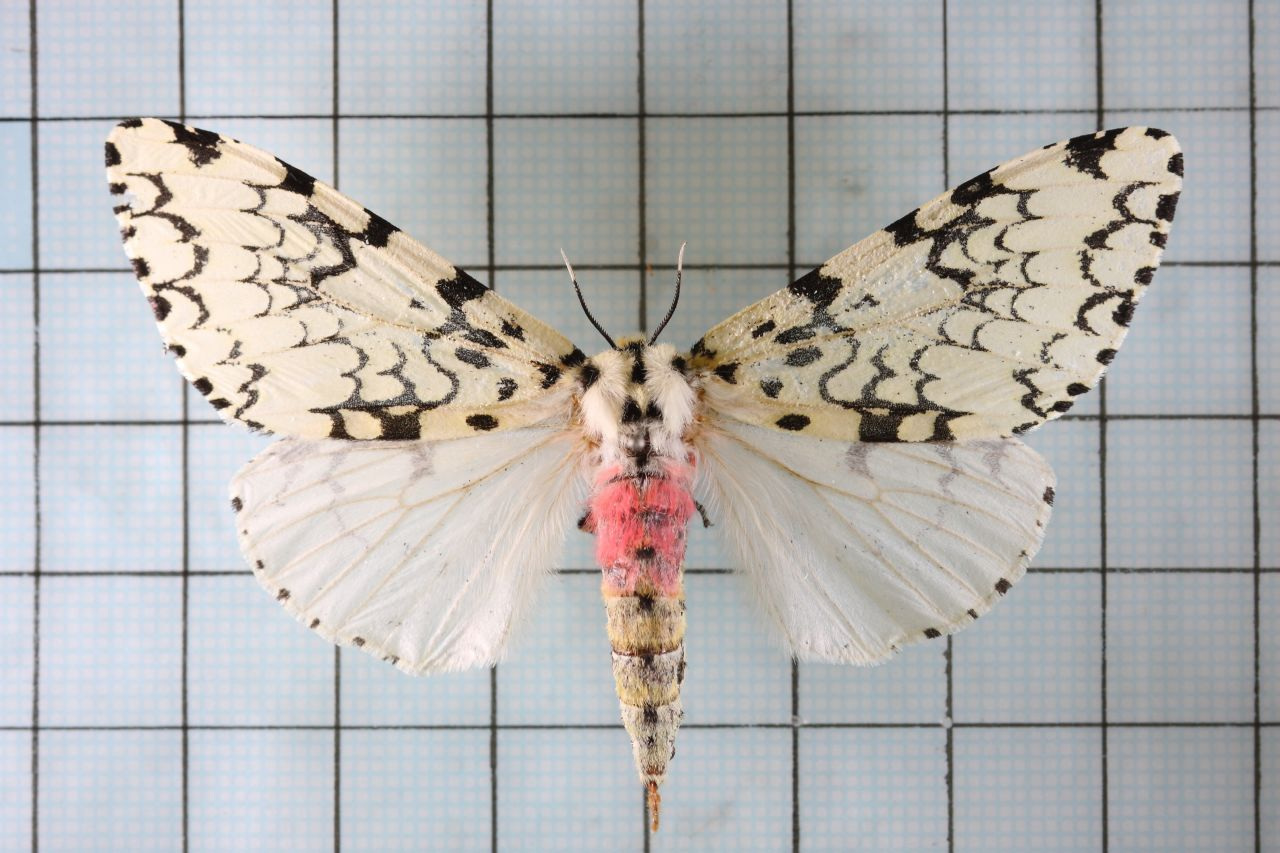
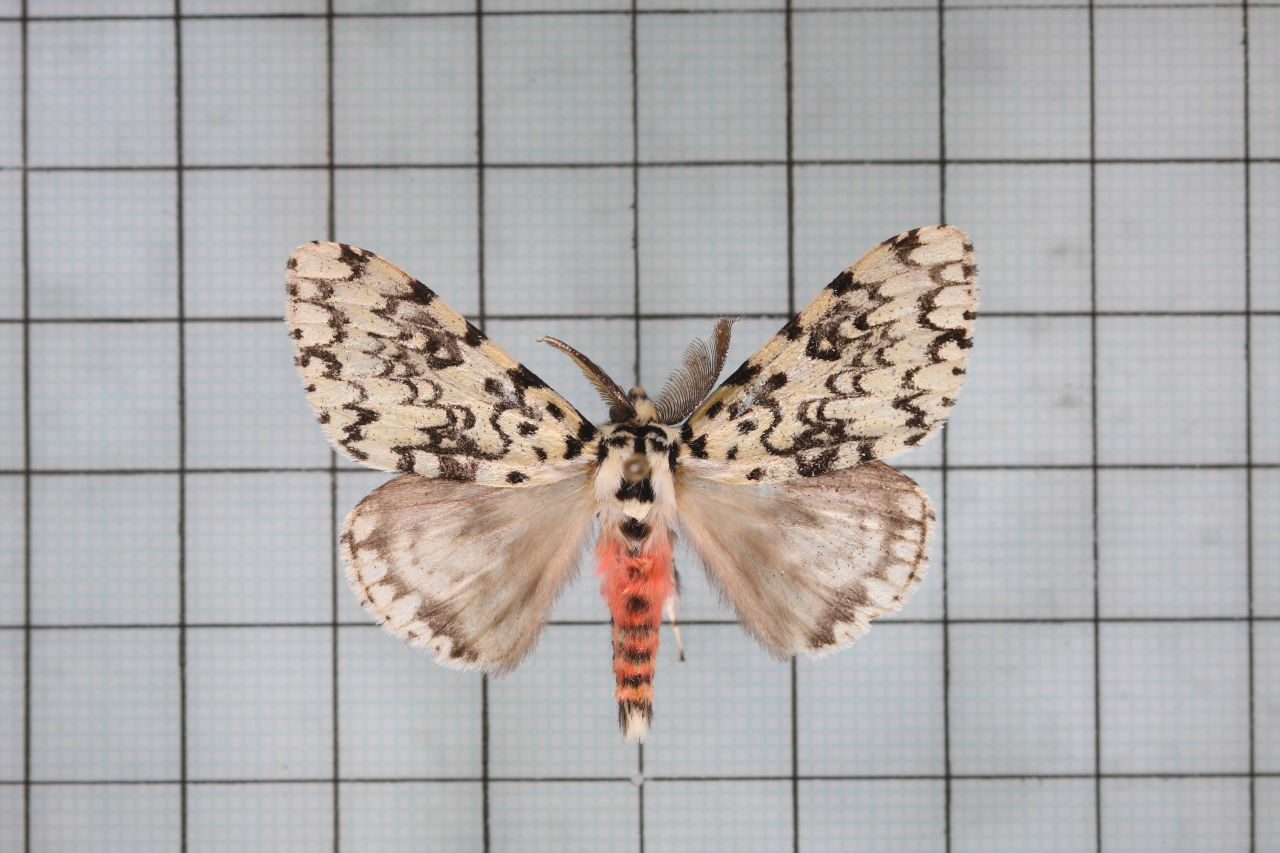
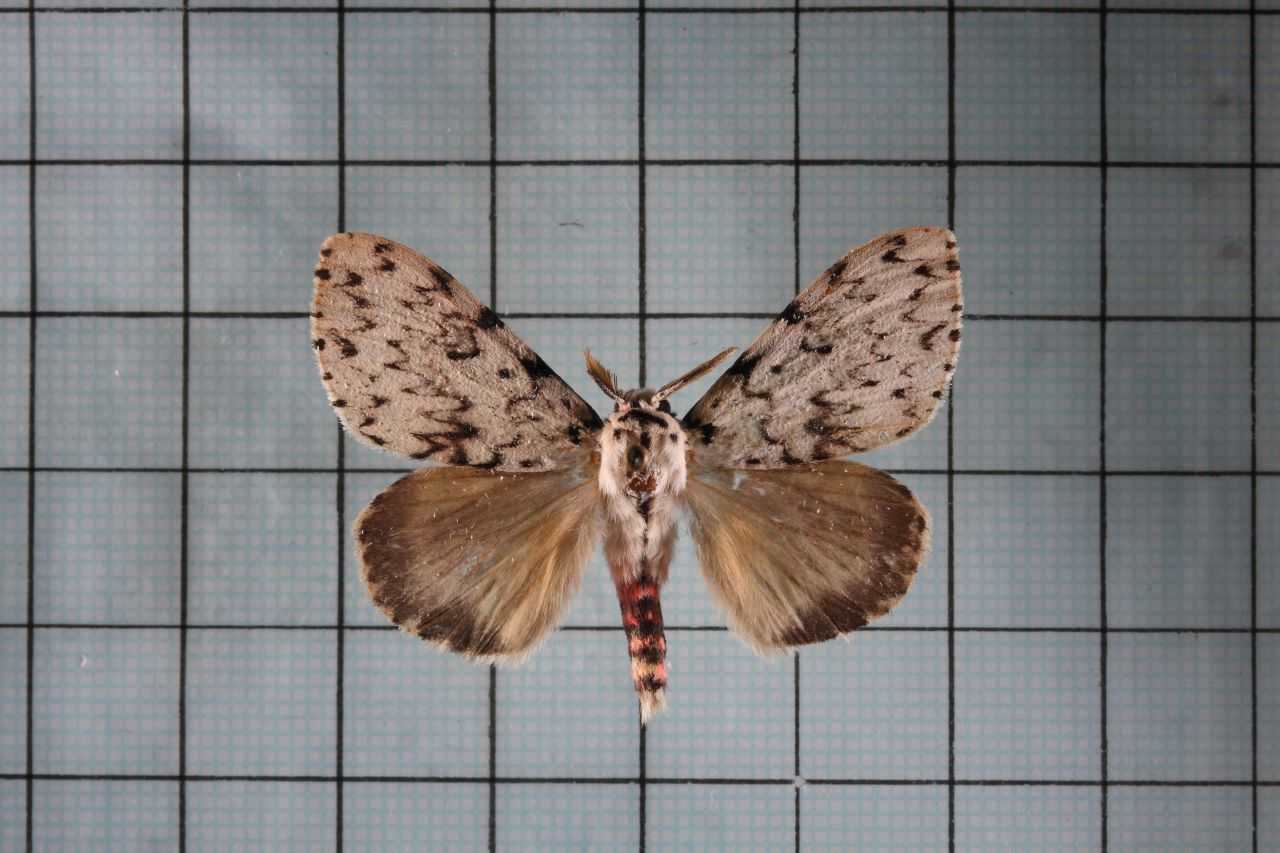
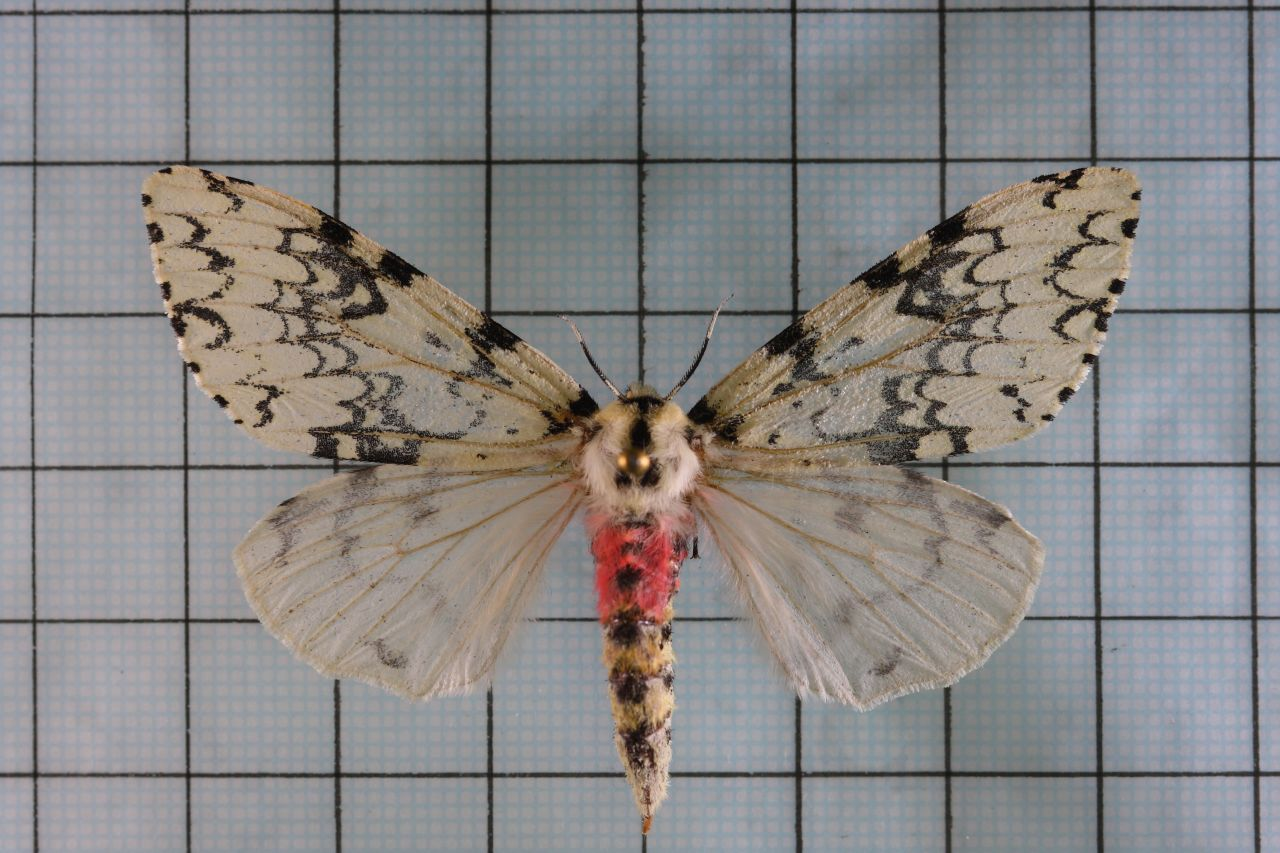
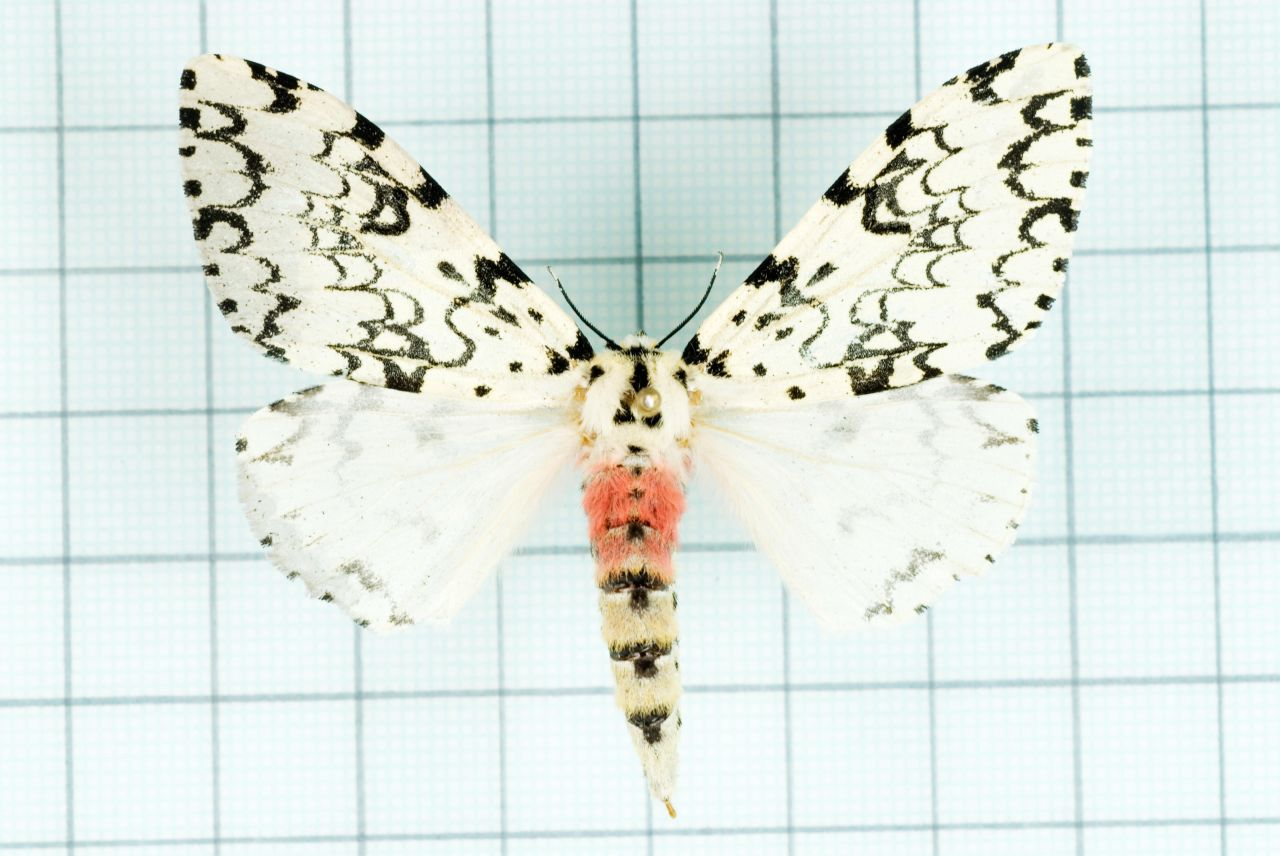